# آنکیفی
آنکیفی (به لاتین: Ankify) یک منطقهٔ مسکونی در ماداگاسکار است که در دیانا (ماداگاسکار) واقع شده‌است.